# Othon Riemann
Pour les articles homonymes, voir Riemann.
Othon Riemann, né le 13 juin 1853 à Nancy (France) et mort le 16 août 1891 à Interlaken (Suisse), est un philologue français qui effectua d'importantes investigations archéologiques dans les îles Ioniennes et contribua, par ses éditions critiques et ses manuels scolaires, au renouveau des études classiques en France.

## Biographie
Normalien (promotion 1871), Riemann devint membre de l'École française d'Athènes en 1874. Il partit dès 1876 pour les îles Ioniennes (rattachées au royaume de Grèce depuis 1864), où il entreprit les premières fouilles systématiques. Elles furent suivies des fouilles d'Heinrich Schliemann (1878), de Panagiotis Kavvadias (1899), de Wilhelm Dörpfeld (1900) et de Carl Wilhelm Vollgraff (1904).
Il soutint sa thèse sur l'établissement critique du texte des Helléniques de Xénophon (Qua rei criticæ tractandæ ratione Hellenicon Xenophontis textus constituendus sit) à la Sorbonne en 1878. Il enseigna à la faculté des lettres de Nancy (1880) puis à l'École normale supérieure jusqu'à sa mort.
Riemann était soucieux de promouvoir l'enseignement des langues anciennes dès les plus petites classes, et consacra une part considérable de son activité à la rédaction de manuels, de recueils scolaires et de grammaires. Il ne séparait pas l'étude des langues anciennes de la connaissance des civilisations où elles étaient parlées : il introduisit l'usage de petits lexiques (illustrés de gravures dans les dernières éditions) à la fin des recueils scolaires d'auteur, en particulier son Tite-Live, resté classique. Soucieux de mettre à portée des élèves les derniers développements de la recherche, il procédait à une critique textuelle pour établir le contenu des livres, et joignait souvent une notice détaillée sur le style de l'auteur (démarche naguère recommandée par Érasme).
Le philosophe Alain écrit de ses années à l'École normale supérieure (1889-1892) :

« Toutefois mes trois ans d'École furent bruyants et hors de règle. Je ne pris au sérieux que deux grammairiens, Riemann pour le latin et Tournier pour le grec. C'étaient deux penseurs ; je reconnus aussitôt la précieuse espèce qui est assurée parce qu'elle doute. Si vous demandiez à Riemann, cet Allemand aux cheveux rouges, le sens d'une phrase de Cicéron, il s'effrayait comme quelqu'un qui n'a jamais su de telles choses ; il faisait un nuage de difficultés, où paraissait bientôt le sens, aussi net qu'un bijou, fondé sur des preuves, incontestable, unique. Le vieux Tournier (Riemann était jeune) était plus étonnant encore... »

Riemann mourut des suites d'une chute lors d'une randonnée à la combe du Morgenberg, dans la région d'Interlaken, en Suisse,. Lors de son enterrement au cimetière du Montparnasse, Georges Perrot (1832-1914), directeur de l'ENS, prononça son éloge funèbre. Riemann avait épousé en 1877 Élisa-Marie Armengaud (1857 † 1935), dont il eut cinq enfants.

## Œuvres
Riemann fut pendant vingt ans éditeur de la Revue de philologie, de littérature et d'histoire anciennes (éd. Klincksieck).
Il préfaça de nombreux ouvrages, dont la traduction française de l'étude de J. N. Madvig : Syntaxe de la langue grecque, principalement du dialecte attique (1884).
Hormis ses diverses grammaires de latin et de grec pour tous les niveaux scolaires, ses principaux ouvrages sont :
- Recherches archéologiques sur les Iles ioniennes : I. Corfou. II. Céphalonie. III. Zante. IV Cérigo (1879-1880), éd. Ernest Thorin, Paris
- Études sur la langue et la grammaire de Tite-Live (1880, 2e éd. 1885), éd. Thorin, Paris (réimpr. Hildesheim : Olms, 1974)
- (en coll. avec Albert Dumont) La vie antique (1884), Paris
- Titi Livii ab urbe condita libri (1888), éd. Hachette, Paris
- Syntaxe latine d'après les principes de la grammaire historique (1890), éd. Klincksieck, Paris
- Grammaire comparée du Grec et du Latin : syntaxe. (1891), éd. Armand Colin, Paris
- (en coll. avec Médéric Dufour) Traité de Rythmique et de métrique grecques (1893).
- (en coll. avec Henri Goelzer) Phonétique et étude des formes grecques et latines (1891, rééd. 1901), éd. Armand Colin
- (en coll. avec Isaac Uri) Narrationes. Recueil de récits extraits principalement de Tite-Live (1896, posth.), éd. Hachette